# Kiełbasin
Kiełbasin – wieś w Polsce położona w województwie kujawsko-pomorskim, w powiecie toruńskim, w gminie Chełmża, na drodze łączącej Kowalewo Pomorskie oraz Chełmżę, ok. 10 km na wschód od Chełmży.

## Podział i demografia

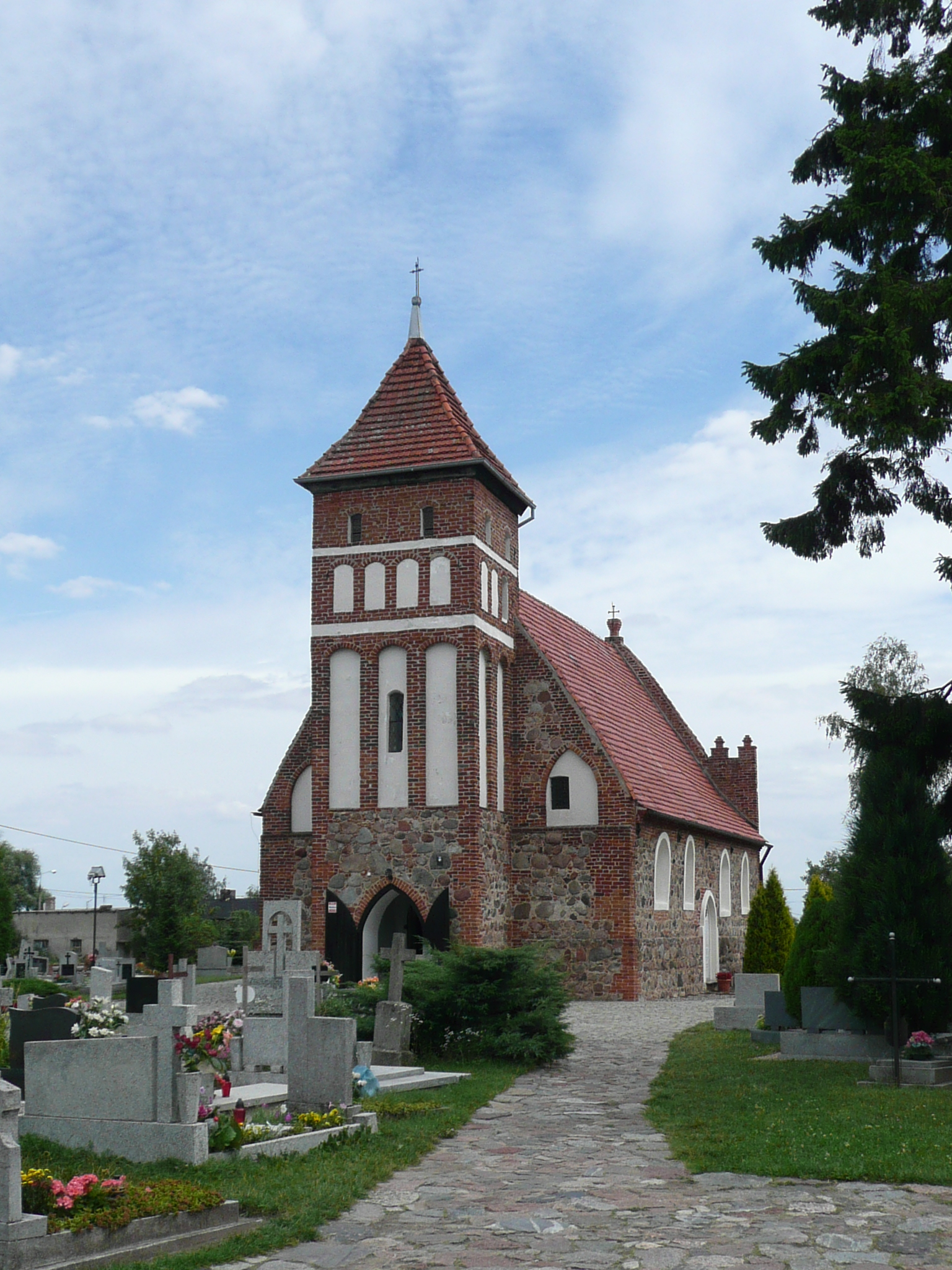
Kościół Narodzenia Najświętszej Marii Panny w Kiełbasinie

W latach 1975–1998 miejscowość administracyjnie należała do województwa toruńskiego. Według Narodowego Spisu Powszechnego (III 2011 r.) liczyła 126 mieszkańców. Jest 23. co do wielkości miejscowością gminy Chełmża. Wieś ma układ placowy, z kościołem jako punktem centralnym.

## Zabytki
- Kościół gotycki Narodzenia Najświętszej Marii Panny z 1. połowy XIV wieku, salowy z wieżą od zachodu, murowany z kamienia polnego i cegły. W 2. połowie XV wieku odbudowany po zniszczeniach, w 2. połowie XVII wieku przebudowano górne kondygnacje wieży i szczyt wschodni. Wyposażenie wnętrza głównie późnobarokowe (regencyjne) z XVIII wieku. Ołtarz główny i ołtarze boczne z około 1730 r. W latach 1999–2001 kościół był poddany pracom konserwatorskim, za które otrzymał wyróżnienie w konkursie Zabytek Zadbany.